# Flisbysjön
Flisbysjön är en sjö i Nässjö kommun i Småland och ingår i Motala ströms huvudavrinningsområde. Sjön har en area på 2,21 kvadratkilometer och ligger 211 meter över havet. Sjön avvattnas av vattendraget Svartån. Vid provfiske har bland annat abborre, braxen, gers och gös fångats i sjön.

## Delavrinningsområde
Flisbysjön ingår i det delavrinningsområde (640433-144207) som SMHI kallar för Utloppet av Flisbysjön. Avrinningsområdets medelhöjd är 240 meter över havet och ytan är 24,67 kvadratkilometer. Räknas de 7 delavrinningsområdena uppströms in blir den ackumulerade arean 190,27 kvadratkilometer. Svartån som avvattnar avrinningsområdet har biflödesordning 2, vilket innebär att vattnet flödar genom totalt 2 vattendrag innan det når havet efter 210 kilometer. Delavrinningsområdet består mestadels av skog (54 procent) och jordbruk (21 procent). Avrinningsområdet har 3,27 kvadratkilometer vattenytor vilket ger det en sjöprocent på 13,3 procent.

## Fisk
Vid provfiske har följande fisk fångats i sjön:
- Abborre
- Braxen
- Gärs
- Gös
- Löja
- Mört